# Marc Alexandre Oho Bambe
Marc Alexandre Oho Bambe, dit Capitaine Alexandre, né le 14 août 1976 à Douala est un poète et slameur camerounais.
Il est lauréat du Prix Paul Verlaine de l'Académie française 2015 et est nommé Chevalier de l’Ordre National du Mérite le 2 mai 2017 par décret présidentiel.
Il suit les traces des auteurs humanistes, René Char (d’où vient son nom de scène, Capitaine Alexandre), Aimé Césaire, Frankétienne… ses guides à penser.
Sa poésie évoque le don de soi, l’amour et la révolte, et la quête de l’humain.  Dans ses textes, qu’il porte ensuite à la scène, il aborde les tourments contemporains. Il propose au lecteur et au spectateur de s’interroger, de dialoguer, de ne pas rester les bras croisés et incite à un meilleur vivre ensemble.

## Biographie

### Jeunesse et formation
Marc Alexandre Oho Bambe est né le 14 août 1976 à Douala au Cameroun. Il est le fils d’une professeure de français, de lettres et de philosophie et d’un homme de culture, fonctionnaire et mécène.
Il grandit au milieu des livres et de la poésie. À l’âge de quinze ans, il tombe sur les poèmes d’Aimé Césaire et de René Char qui changeront radicalement sa vie.
A l’âge de 17 ans, il quitte le Cameroun pour venir s’installer en France à Lille. Il passe un bac littéraire puis fait des études d’attaché de presse à l’EFAP.
Après quelques expériences professionnelles dans la communication, il retourne à ce qu’il aime le journalisme et l’écriture.

### Carrière
Capitaine Alexandre fonde en 2006 le collectif On a slamé sur la Lune, qu’il qualifie d’OLP (Organisation de libération de la parole). Le collectif est composé d’artistes (chanteurs, poètes, slameurs, musiciens, metteurs en scène, plasticiens, de vidéastes et de performers) dont l’objectif est de sensibiliser le public à la poésie, au spectacle vivant et au dialogue des cultures. OASSLL sort un album en 2010 « En Attendant … » et enchaine les concerts et les interventions culturelles dans une démarche d’éducation populaire citoyenne.  
Parallèlement, Marc Alexandre Oho Bambe sort en 2009 ADN (Afriques Diaspora Négritude), un livre composé de textes en hommage à Aimé Césaire et au Cameroun où il affirme son engagement pour le continent Africain.
En 2014, il publie Le Chant des possibles qui paraît aux éditions La Cheminante. Ce recueil de poésie est récompensé par le Prix Fetkann de poésie en 2014 et le Prix Paul Verlaine de l’Académie française en 2015.
Le livre est par ailleurs adapté sur scène « Le Chant des possibles, un livre en live » où Capitaine Alexandre slame ses textes seul ou accompagné de musiciens.
En 2016, Marc Alexandre Oho Bambe publie toujours à La Cheminante, Résidents de la République, un essai écrit en « état d’urgence ». Un livre écrit à la suite des attentats du 7 janvier 2015 qui pousse à la réflexion et à l’action citoyenne et responsable.
En 2017, il écrit De terre, de mer, d’amour et de feu, qui parait aux Editions Mémoire d’Encrier. Le livre est un poème qui retranscrit le voyage du poète de Port-au-Prince à Douala.
De terre, de mer, d’amour et de feu, est adapté en opéra slam baroque, une création originale qui mélange voix, chant, piano, vielle à roue, harmonium indien, flûte et danse. L’opéra a été présenté en juin 2017 en avant-première à la Fondation Louis Vuitton dans le cadre de la Carte blanche d’Alain Mabanckou.
En 2018, il publie chez Sabine Wespieser son premier roman, Diên Biên Phù, une histoire d'amour et d'amitié sur fond de guerre du vietnam, une quête de soi-même. Il publie également Ci-gît mon cœur, aux éditions La Cheminante. Les deux livres sont également adaptés à la scène.
En 2019, parait chez Bernard Chauveau Editeur, Fragments, un OLNI (Ouvrage Littéraire Non Identifié), recueil de textes de Marc Alexandre Oho Bambe illustrés de visuels de Fred Ebami portés par une musique d'Alain Larribet. Fragments, donne lieu à un Opéra Slam Présenté en avant-première à Paris au Centre des Récollets.
En 2020, paraît aux éditions Calmann-Lévy, Les lumières d'Oujda, une épopée chorale lumineuse, les parcours s’enchevêtrent, les destins s’entremêlent, entre l’Afrique mère fondamentale et l’Europe, terre d’exils. Le roman est adapté pour la scène dans une lecture poétique et musicale Traversé(e)s.
Les spectacles 'Le chant des possibles, un livre en live', De terre, de mer, d’amour et de feu', 'Dién Bién Phû, Le Récital', Ci-gît mon cœur, un livre en live', 'Fragments, Opéra Slam' sont donnés sur les scènes du monde entier. Par ailleurs, Capitaine Alexandre participe à de nombreuses conférences internationales où il slame ses textes.
Marc Alexandre Oho Bambe enseigne depuis dix ans dans des écoles et des universités en France ou à l’étranger. Il transmet dans ses ateliers le goût de la littérature et de la poésie et fait découvrir à ses élèves le slam comme moyen d’expression. Il les invite à s’exprimer sur les enjeux du monde, à faire preuve de sens commun, de subjectivité et à appliquer les principes de la citoyenneté.
Il est également chroniqueur média (Africultures, Médiapart, Wéo, Le Point Afrique, Le Nouveau Magazine Littéraire).

## Œuvres

### Poésie
- 2009 : ADN (Afriques Diaspora Négritude), Éditions La Cheminante.
- 2014 : Le Chant des possibles, Éditions La Cheminante (Prix Fetkann de poésie en 2014 et le Prix Paul Verlaine de l’académie Française en 2015)[7].
- 2017 : De terre, de mer, d’amour et de feu, Éditions Mémoire d'encrier. (Prix de la Ville de Valognes)
- 2018 : Ci-gît mon cœur, Éditions La Cheminante
- 2018 : Diên Biên Phù, chez Sabine Wespieser
- 2019 : Fragments, chez Bernard Chauveau Editeur
- 2022 : La Vie poème, Editions Mémoire d'Encrier

### Romans

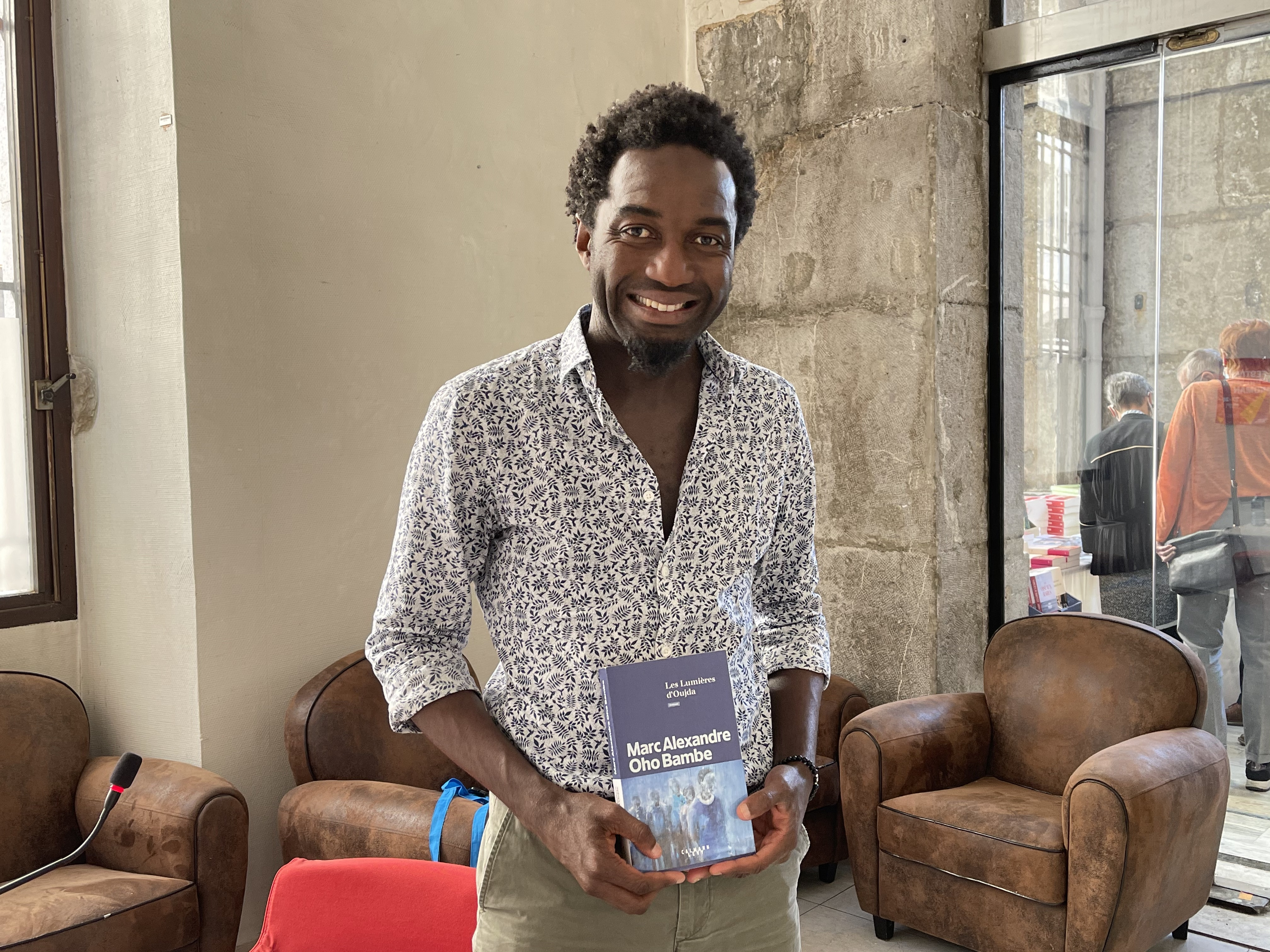
Marc Alexandre Oho Bambe posant avec son roman Les lumières d'Oujda lors du Festival du premier roman de Chambéry (2021).

- 2018 : Diên Biên Phù, Sabine Wespieser éditeur (Prix Louis Guilloux 2018, Prix du Premier Roman de la ville de Chambery, Prix des lecteurs de la ville de Villejuif, Prix Roblès et le Prix Étincelles en 2019).
- 2020 : Les Lumières d'Oujda, Calmann-Lévy (Prix Éthiophile 2021).
- 2022 : Nobles de cœur, roman graphique illustrations Fred Ebami, Calmann-Lévy Graphic

### Essais
- 2016 : Résidents de la République, Éditions La Cheminante.

## Albums
- 2010 : En attendant … avec le collectif "On a slamé sur la Lune"
- 2014 : Le Chant des possibles
- 2019 : Fragments (musique Alain Larribet)

## Spectacles
- 2014 : Le Chant des possibles, un livre en live
- 2017 : De terre, de mer, d’amour et de feu, opéra slam baroque
- 2018 : Diên Biên Phù, récital
- 2018 : Ci-gît mon cœur, Un livre en live
- 2019 : Fragments, Opéra Slam
- 2019 : Slam Afro Jazz
- 2020 : Traversé(e)s
- 2021 : La Vie poème
- 2022 : Nobles de cœur
- 2022 : Carnaval
- 2022 : Opéra Slam Baroque : Mondes créoles

## Prix
- Prix Fetkann de poésie 2014, pour Le Chant des possibles ;
- Prix Paul-Verlaine de l’Académie française 2015 pour Le Chant des possibles ;
- Prix Louis-Guilloux 2018, pour Diên Biên Phù ;
- Prix Emmanuel-Roblès 2019, pour Diên Biên Phù ;
- Prix Éthiophile 2021, pour Les Lumières d'Oujda ;
- Prix des Rotary Clubs de Langue Française 2021, Les Lumières d'Oujda.

## Distinctions
- Chevalier de l'ordre national du Mérite par décret présidentiel le 2 mai 2017
- Maître ès jeux de l'Académie des Jeux floraux depuis le 3 mai 2022.